# Andersson Ridge
Andersson Ridge är en bergstopp i Antarktis. Den ligger i Östantarktis. Nya Zeeland gör anspråk på området. Toppen på Andersson Ridge är 464 meter över havet.
Terrängen runt Andersson Ridge är huvudsakligen kuperad, men norrut är den bergig. Trakten är obefolkad. Det finns inga samhällen i närheten. 